# Dirty Sexy Money (singolo)
Dirty Sexy Money è un singolo del DJ francese David Guetta e del DJ olandese Afrojack, pubblicato il 3 novembre 2017 come secondo estratto dal settimo album in studio di David Guetta 7.
Il singolo ha visto la collaborazione alla parte vocale della cantautrice britannica Charli XCX e del rapper marocchino-statunitense French Montana.

## Successo commerciale
Il singolo ha ottenuto successo a livello mondiale.

## Video musicale
Il videoclip è stato pubblicato sul canale YouTube di David Guetta il 14 dicembre 2017.